# Pio Torelli
Pour les articles homonymes, voir Torelli.
Pio Torelli (né en 1578, mort le 19 mai 1612 à Parme) est le neuvième et dernier comte de Montechiarugolo  de 1608 - 1612, il est aussi comte d'une moitié de Coenzo, patricien milanais, patricien de Mantoue, Pavie et Parme.

## Biographie
En 1603 Paolo, l'ainé des fils de Pomponio Torelli renonce au titre de comte pour devenir abbé et archevêque de Rossano en Calabre, c'est ainsi que Pio succède à son père en 1608.
Il épouse Ginevra Bentivoglio, fille de Cornelio Bentivoglio, marquis de Gualtieri et de Magliano  et de Isabella Bendedei.

### La conjuration
Tout débute lorsque l'homme de main, le capitaine Onofrio Martani, est arrêté et torturé pour avoir assassiné Silvia de Visdomini, la femme de Alfonso Sanvitale. Pour sauver sa vie, sous la torture il avoue une conjuration à destination du duc de Parme, Ranuce Ier Farnese.   
Ranuce Ier, se fixe comme objectif de créer un état centralisé fort, indépendant surtout des pressions des puissantes familles qui au cours des années précédentes avaient jouer un rôle de premier plan dans la vie économique et politique du duché de Parme et Plaisance. Ces aveux sont une aubaine, sur les conseils de son ministre Bartolomeo Riva, il décide de profiter de la situation . C'est ainsi que le  10 novembre 1611, Pio est arrêté sous l'inculpation de "humaine et divine lèse majesté"  en même temps que d'autres seigneurs parmi lesquels Gianfrancesco Sanvitale désigné comme le chef du complot, son père, Girolamo Sanvitale, comte di Sala, Orazio Simonetta et Barbara Sanseverino, marquise de Colorno, Giambattista Masi,  Girolamo da Correggio et Teodoro Scotti. 
Le 4 mai 1612 le juge piémontais Filiberto Piossasco condamne à mort tous les accusés. Le 19 mai, les conjurés sont décapités. Le comté de  Montechiarugolo est confisqué au profit de la Chambre Ducale de Parme, les Facchinetti acquièrent celui de Coenzo. Commence pour les Torelli l'exil après plus de deux siècles de régence.
La réalité du complot n'a jamais été démontrée. Ludovico Antonio Muratori  et les historiens du temps ne dissimulent pas que les richesses de Pio sont son véritable crime, cette riche collection augmente le muséum des ducs de Parme; de l'inventaire du 25 juin 1612, 13 tableaux dont deux portraits du comte Pomponio, de son épouse Isabella Bonelli et un portrait du cardinale Alessandrino sont emportés.